# Beotarca
Beotarca (en grec antic Βοιωτάρχης, o Βοιώταρχος) era un membre dirigent de la Confederació o Lliga Beòcia organitzada per Tebes.
L'antiga Beòcia es va dividir en diversos estats cadascun amb una ciutat principal, i es creu que en total n'eren 14, perquè resulta que els autors antics donen informacions diferents sobre el nom i el nombre de les ciutats, que formaven la Lliga Beòcia, sempre encapçalada per Tebes, ciutat que dominava un terç del país. Cada ciutat havia de facilitar tropes i diners a la confederació. Alguns autors creuen que la Lliga es va fundar al segle iv- quan Beòcia va alliberar-se del jou d'Esparta, però hi ha notícies que al segle vii aC existia una lliga amfictiònica on els beocis hi participaven
Els beotarques se sap que eren onze al temps de la batalla de Dèlion el 424 aC. Tucídides esmenta set estats de Beòcia i sembla indicar que durant la guerra del Peloponès eren deu o dotze. La direcció tirànica de la lliga per part de Tebes va comportar conflictes interns. Platea s'havia separat i s'havia posar sota protecció d'Atenes el 519 aC. L'any 374 aC els tebans van destruir la ciutat de Tèspies, i el 368 aC, la ciutat d'Orcomen, les dues membres de la Lliga.
Cada ciutat tenia una bulé o assemblea dirigida per un arcont que exercia les funcions sacerdotals dels antics reis, però amb poc poder executiu; els polemarcs, al costat de l'arcont tenien la direcció dels afers, però no tenien comandament militar. Per damunt de cada arcont i havia l'arcont de la Lliga o beotarca, probablement sempre un tebà, que era qui dirigia els afers de la lliga, encara que els seus acords necessitaven la ratificació de la bulé, i tenia la direcció militar dels afers amb comandament. Les funcions dels beotarques, segons Tucídides, també incloïen la signatura d'aliances amb estats estrangers, la recepció d'ambaixadors, i la negociació d'acords amb altres països com a representants de tota la Lliga. Les seves funcions militars es referien a la direcció dels exèrcits, cadascú el de la seva ciutat, i per això de vegades rebien el nom d'estrategs, i també el reclutament de les tropes i les propostes en consells de la Lliga sobre estratègia militar. Els beotarques de Tebes tenien el comandament suprem.
Cada ciutat tenia un beotarca excepte Tebes que en tenia dos, i fins i tot consta que en un moment en va tenir tres. Generalment es pensa que hi havia 13 beotarques, corresponents a dotze estats. En temps de la batalla de Leuctra l'any 371 aC consten set beotarques. El 279 aC, durant la invasió dels gals, en consten quatre. Titus Livi cent anys després (171 aC) parla de dotze. No se sap si tots els beotarques actuaven a les mateixes operacions militars i, per tant, el nombre no és indicatiu necessàriament dels estats que formaven part de la Lliga.
Els dos beotarques tebans eren presidents alternatius del consell de beotarques on es prenien les decisions per majoria. El termini era d'un any i si no deixaven el càrrec podien ser condemnats a mort. Epaminondes i Pelòpides van mantenir el poder després que expirés el seu mandat, l'any 369 aC però es van salvar pels seus grans serveis. Podien ser reelegits, i Pelòpides va ser reelegit moltes vegades.
La Lliga va ser dissolta després de la Guerra de Corint, l'any 394 aC, però es va tornar a organitzar. L'any 382 aC, quan els espartans van conquerir Cadmea, va tornar a ser dissolta, ja que la Lliga es reunia en aquella ciutat. El 379 aC va tornar a organitzar-se, però reformada. Alexandre el Gran va acabar amb la Lliga tal com es coneixia al destruir Tebes l'any 338 aC.